# Национальное собрание Мадагаскара
Национальное собрание (малаг. Antenimierampirenena) — нижняя палата Парламента Мадагаскара — высшего законодательного органа Мадагаскара. Состоит из 151 депутата, избираемых на пятилетний срок в одномандатных и двухмандатных округах.